# جون إرنست غراب

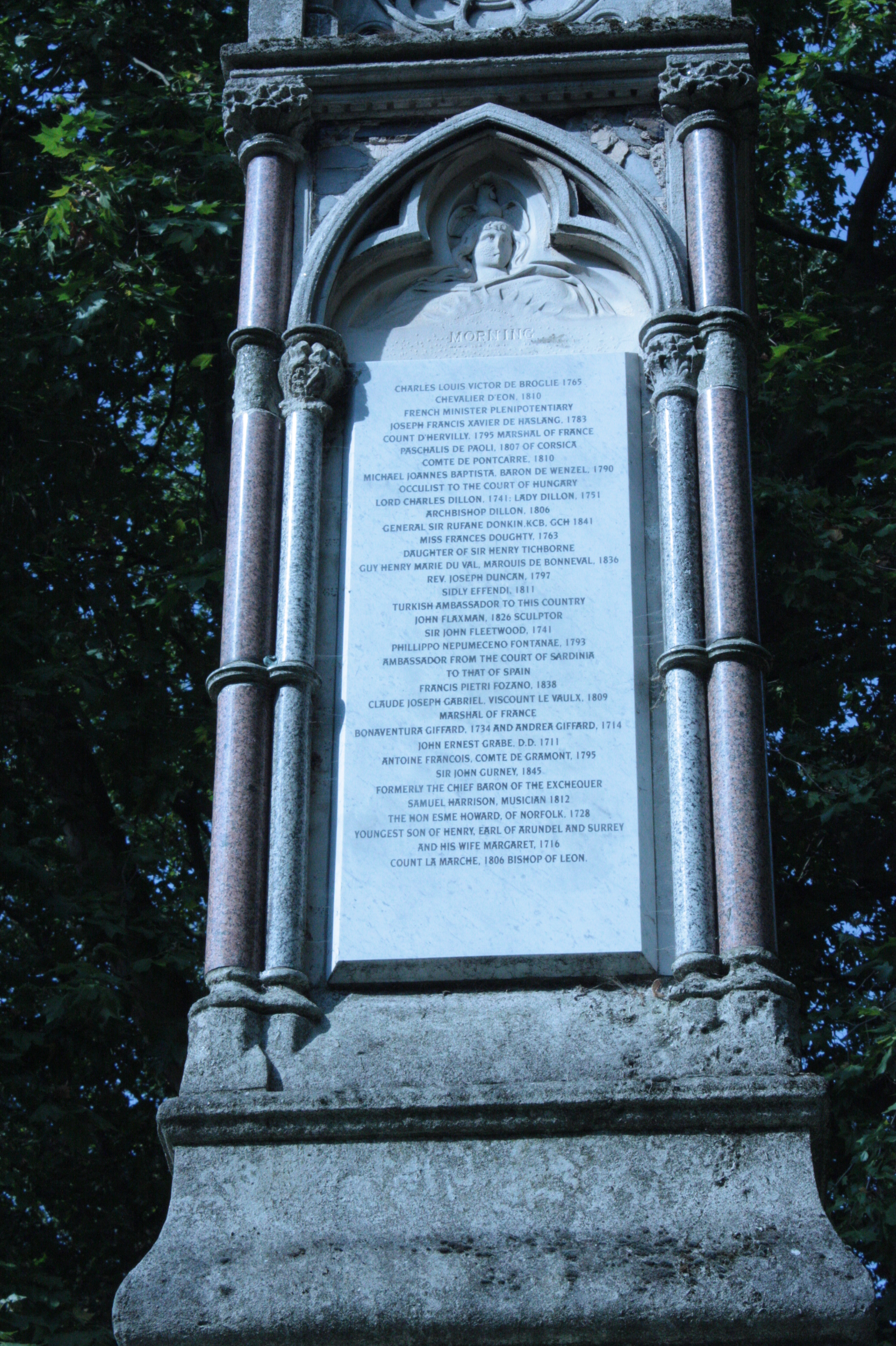
اسم جون إرنست غراب مدرج على الوجه الجنوبي لنصب تذكاري.

جون إرنست غراب (بالألمانية: Johannes Ernst Grabe)‏ (10 يوليو 1666 - 3 نوفمبر 1711)، هو كاتب أنجليكي، ولد في كونيغسبرغ، حيث كان والده مارتن سيلفستر غرابي أستاذ اللاهوت والتاريخ.
جاء إلى إنجلترا، واستقر في أكسفورد، واستخدم مكتبة بودلي بكثافة. وتم تعيينه في عام 1700، وأصبح قسيسًا في كنيسة المسيح.
توفي في الثالث من نوفمبر عام 1711، وفي عام 1726 أقيم نصب تذكاري له من قبل إدوارد هارلي في دير وستمنستر. تم دفنه في كنيسة القديس بانكراس القديمة في لندن في 9 نوفمبر 1711.